# Crâmpoia (gmina)
Crâmpoia – gmina w Rumunii, w okręgu Aluta. Obejmuje miejscowości Buta i Crâmpoia. W 2011 roku liczyła 3615 mieszkańców.